# Encuentro supremo (álbum de David Lebón)
Encuentro supremo es el decimotercer álbum de estudio de David Lebón, lanzado el 25 de noviembre de 2016 en formatos físico y digital. 
El disco marcó el regreso de David, después de siete años sin nuevo material discográfico.  
El álbum cuenta con 11 canciones inéditas de su autoría, más un homenaje a su amigo Luis Alberto Spinetta con una emotiva versión del clásico de Almendra “Laura va” (con arreglo y dirección de orquesta a cargo de Guillermo Cardozo Ocampo) como tema final. 
Sobre los siete años transcurridos desde su disco anterior, Lebón comentó: "Simplemente no soy un tipo de andar golpeando puertas; ya lo hice mucho de joven. Además, estaba esperando que se acomodaran un poco las cosas en las compañías. En estos tiempos no sabés si los discos van a salir en cajas de fósforos o bajo qué formato. Sony me abrió la puerta y mostró respeto por mi música". 
“David Lebón es un referente del rock nacional que siempre que vuelve renueva sus credenciales con creces”, comenta la gacetilla de prensa.

## Lista de temas
- Autor David Lebón, salvo los indicados.

1. Último viaje
2. Encuentro Supremo
3. Juntos
4. Las cosas que dijiste
5. Está todo bien
6. Perro negro
7. Latin Rumba
8. Te amo a pesar de todo
9. Todo crece
10. Volver a Cuba (Invitada: Marcela Morelo en voz)
11. Dr. Rock (David Lebón, Germán Wiedemer)
12. Laura va (Luis Alberto Spinetta)

## Músicos participantes
- David Lebón - voz y guitarra
- Leandro Bulacio - teclados
- Daniel Colombres - batería
- Roberto Seitz - bajo
- Gustavo Lozano - guitarras
- Dhani Ferrón -  guitarras y voces

## Músicos invitados
- Marcela Morelo -  voz en "Volver a Cuba"
- Marcelo Blanco - arreglo de vientos, percusión en "Está todo bien"

## Enlaces
- “Encuentro supremo”, David Lebón - Spotify
- David Lebón en Facebook
- Videoclip de "Encuentro supremo"

- Datos: Q30906823